# Wimmeria obtusifolia
Wimmeria obtusifolia är en benvedsväxtart som beskrevs av Standl. Wimmeria obtusifolia ingår i släktet Wimmeria och familjen Celastraceae. Inga underarter finns listade.